# Armata 4 rusă (1916-1918)
Armata 4 rusă a fost una din marile unități operative ale Armatei Țariste Ruse, participantă la acțiunile militare de pe frontul român, în timpul Primului Război Mondial. În această perioadă, a fost comandată de generalul locotenent Alexandr Franțevici Ragoza. :p. 183